# Phlesirtes brachiatus
Phlesirtes brachiatus is een rechtvleugelig insect uit de familie sabelsprinkhanen (Tettigoniidae). De wetenschappelijke naam van deze soort is voor het eerst geldig gepubliceerd in 1924 door Boris Petrovich Uvarov.